# Diocèse de Santa Rosa
Ne doit pas être confondu avec Diocèse de Santa Rosa de Lima, Diocèse de Santa Rosa de Copán, Diocèse de Santa Rosa de Osos ou Diocèse de Santa Rosa en Californie.
Le diocèse de Santa Rosa (en latin : Dioecesis Sanctae Rosae in Argentina ; en espagnol : Diócesis de Santa Rosa) est un diocèse de l'Église catholique en Argentine, suffragant de l'archidiocèse de Bahía Blanca.

## Territoire
Il comprend la province de La Pampa ce qui correspond à un territoire de 143 440 km2 divisé en 25 paroisses.
Le siège épiscopal est dans la ville de Santa Rosa où se trouve la cathédrale Sainte-Rose-de-Lima. Le sanctuaire diocésain de Colonia San José (es), près de Colonia Barón, est un lieu de pèlerinage auprès de saint Joseph,.

## Historique
Le diocèse est érigé le 11 février 1957 par la constitution apostolique Quandoquidem adoranda du pape Pie XII en prenant une partie des territoires des diocèses de Mercedes (aujourd'hui archidiocèse de Mercedes-Luján) et Bahía Blanca. Ce dernier est en même temps élevé au rang d'archidiocèse métropolitain avec Santa Rosa comme suffragant.
Par la lettre apostolique Primum sanctitatis florem du 30 octobre 1963, le pape Paul VI décrète que sainte Rose de Lima est la patronne principale du diocèse.

## Évêques
- Jorge Mayer (13 mars 1957 - 31 mai 1972), nommé archevêque de Bahía Blanca
- Adolfo Roque Esteban Arana (23 février 1973 - 6 août 1984), nommé évêque de Río Cuarto
- Atilano Vidal Núñez (24 mai 1985 - 28 juin 1991)
- Rinaldo Fidel Brédice (31 janvier 1992 - 24 juin 2008)
- Mario Aurelio Poli (24 juin 2008 - 28 mars 2013), nommé archevêque de Buenos Aires
- Raúl Martín (24 septembre 2013 - 28 mai 2025), nommé archevêque de Paraná